# Откупщиков Юрій Володимирович
Юрій Володимирович Отку́пщиков (рос. Юрий Владимирович Откупщиков; 29 серпня 1924, Казань — 25 вересня 2010, Санкт-Петербург) — радянський і російський філолог, лінгвіст, доктор філологічних наук, професор філологічного факультету СПбДУ.

Фахівець в області етимологічного аналізу, індоєвропеїстики, балтійських, слов'янських і класичних мов. З 1971 по 1992 рік завідував кафедрою класичної філології. Більше 50 років викладав в стінах філологічного факультету СПбДУ.

Автор понад 200 наукових публікацій. Книга «Догрецький субстрат» відзначена 1-ю Університетською премією в 1970 році. Серед інших робіт: науково-популярна книга «До витоків слова», збірники статей «Opera philologica minora», «Нариси з етимології», монографії «карійські написи Африки» і «Фестський диск: проблеми дешифрування».